# Carcinops subcarinatus
Carcinops subcarinatus är en skalbaggsart som beskrevs av Kanaar 1997. Carcinops subcarinatus ingår i släktet Carcinops och familjen stumpbaggar. Inga underarter finns listade i Catalogue of Life.